# (200301) 2000 CS19
(200301) 2000 CS19 es un asteroide perteneciente al cinturón de asteroides descubierto el 2 de febrero de 2000 por el equipo del Lincoln Near-Earth Asteroid Research desde el Laboratorio Lincoln, Socorro, Nuevo México, Estados Unidos.

## Designación y nombre
Designado provisionalmente como 2000 CS19.

## Características orbitales
2000 CS19 está situado a una distancia media del Sol de 2,974 ua, pudiendo alejarse hasta 3,579 ua y acercarse hasta 2,370 ua. Su excentricidad es 0,203 y la inclinación orbital 4,741 grados. Emplea 1874,20 días en completar una órbita alrededor del Sol.

## Características físicas
La magnitud absoluta de 2000 CS19 es 15,2. 